# Heinrich Bach
Heinrich Bach (16 de setembro de 1615,Günthersleben-Wechmar - 10 de julho de 1692,Arnstadt) foi um  compositor,músico alemão e pertencente a família Bach.

## Sua vida
Heinrich Bach nasceu em Günthersleben-Wechmar (atualmente na Turíngia,Alemanha, antigamente Sacro Império Romano Germânico).Após a morte prematura de seu pai Johannes Hans Bach(1580–1626),seu irmão mais velho Johannes Bach continuou seus estudos de música e ensinou-lhe a prosseguir.Eles se mudaram para Suhl e Schweinfurt.De 1635-1641,ele foi para Ratsmusikant no Erfurt Ratsmusikanten-Compagnie liderada por Johannes.Em 1641, tornou-se organizador na Igreja de Santa Maria de Arnstadt ,cargo que manteve até sua morte. Em 1642, ele casou-se com Eva Hoffmann, a filha mais nova de Suhl Stadtpfeiffer Hoffmann. Bach morreu em Arnstadt(antigamente Sacro Império Romano Germânico).
Heinrich Bach teve três filhos nos quais eram músicos,Johann Christoph Bach,Johann Michael Bach e Johann Günther Bach.

## Suas Obras
Algumas de suas obras que foram preservadas,em alemão:
- Ich danke dir, Gott
- Kyrie
- Zwei Sonaten à 5
- Da Christus an dem Kreuze stund
- Erbarm dich mein, o Herre Gott